# Неос Кавкасос
Неос Кавкасос (на гръцки: Νέος Καύκασος) е село в Република Гърция, в дем Лерин (Флорина), област Западна Македония.

## География
Селото е на 14 километра североизточно от демовия център Лерин (Флорина) на 10 километра североизточно от Долно Клещино (Като Клинес) в северния край на Леринското поле близо до границата със Северна Македония.

## История
Селото е основано от гърци бежанци от Кавказ в 20-те години на XX век. В 1981 година селото има 348 жители. Според изследване от 1993 година селото е чисто бежанско, като понтийският гръцки език в него е запазен слабо.
| Име     | Име     | Ново име | Ново име   | Описание                        |
| ------- | ------- | -------- | ---------- | ------------------------------- |
| Камин   | Κάμιν   | Литария  | Λιθάρια    | местност на ЮЗ от Неос Кавкасос |
| Острика | Όστρικα | Амударон | Άμμουδαρόν | местност на ЮИ от Неос Кавкасос |

### Преброявания
- 1928 – 604 жители
- 1940 – 856 жители
- 1945 – 910 жители
- 1951 – 565 жители
- 1961 – 478 жители
- 1971 – 353 жители
- 1981 – 348 жители
- 1991 – 334 жители
- 2001 – 412 жители
- 2011 – 229 жители